# Nicolas Piemont
Pour les articles homonymes, voir Piémont.
Nicolas Piemont (ou Pimont), surnommé Opgang, né en 1659 à Amsterdam et mort en 1709 à Vollenhove, est un peintre paysagiste. Il surpasse ses maîtres dans le paysage mais dessine mal les personnages. Ne pouvant vivre avec la femme qu'il aimait, il est sur le point de se suicider, mais son maître lui conseille de partir en Italie. Il y passe plusieurs années. Endetté, il est contraint d'épouser sa logeuse. Veuf, il retourne en Hollande et retrouve sa bien-aimée. 

## Biographie

### Jeunesse en Hollande
Nicolas Piemont naît en 1659 à Amsterdam,. Il a successivement pour maîtres Martinus Saagmolen et Nicolaes Molenaer, ce dernier le forme pendant quelques années. Il surpasse ses deux maîtres dans le paysage. 
Il est sur le point de se suicider en voyant une jeune femme qu'il aimait éperdument et dont il était aimé, épouser, par ordre de sa famille, un homme plus riche que lui. Molenaer le dissuade de passer à l'acte et lui conseille un voyage à Rome.

### Italie
Nicolas Piemont se présente à Jean-Baptiste de Champaigne en mai 1680, mais au bout d'un mois, le peintre français est rappelé à Paris et part subitement. Nicolas Piemont s'adonne à l'étude avec un zèle extrême et reçoit de ses camarades le surnom d'Opgang (élévation). Nicolas Piemont, pour oublier la jeune femme, se livre bientôt à la dissipation et il s'endette. Il est logé par une maitresse de cabaret, mais étant à court d'argent et risquant la prison, un ami lui conseille d'épouser sa logeuse.
Au bout d'une heure, il réussit à le convaincre, en disant que c'était une fort belle femme et que les peintres d'histoire la regardent comme un modèle parfait pour les femmes héroïques, ajoutant que malgré son caractère rude à l'extérieur, elle serait douce à la maison. Nicolas Piemont épouse donc cette femme afin de s'acquitter envers elle,. Sa femme a trente-cinq ans. À partir de ce moment, il rompt avec la débauche et ne s'occupe plus que de son art. Sa femme gère sa maison, où il vit avec elle à Rome. Heureux avec elle, il devient veuf dix-sept ans plus tard, à la tête d'une petite fortune, puis il retourne en Hollande.

### Retour en Hollande
Là, il retrouve la femme qu'il aimait jadis et qui est également devenue veuve, l'épouse et se retire avec elle à Vollenhove, où il meurt quatre ans après, en 1709.

## Œuvres
La plupart de ses paysages se trouvent en Italie. Nicolas Piemont qui dessinait mal les personnages, en mettait peu dans ses tableaux ou les faisait exécuter par d'autres artistes. D'après le Bénézit, les personnages de ses tableaux ont parfois été peints par Jacob de Heusch. Il est le plus habile des imitateurs de Jan Both.
On peut citer parmi ses œuvres :
- Deux paysages italiens, l'un conservé à Vienne et l'autre au Liechtenstein[17].
- Dans les vieux catalogues, plusieurs paysages avec figures de Jacob de Heusch[17].
- Paysage, conservé au musée de Bruxelles[18], 97 × 116 cm, acheté 8 800 francs à la vente Courtebonne, à Anvers, en 1880. Description : « Au premier plan, au milieu , trois pêcheurs lèvent leur filets; à gauche, deux paysans assis sur le bord d'une route, au fond de laquelle, près d'une porte cintrée, s'avance un paysan conduisant une charrette ; à droite, une chute d'eau, et sur un pont, un berger et son troupeau. »[19].
- Paysage avec des montagnes et sur le sommet de l'une des ruines d'un vieux château, Galerie électorale à Dresde, toile de 3 pieds et 1 pouce de largeur et 2 pieds et 10 pouces de hauteur. Description : « Au bas des pêcheurs trainent le filet, l'on y voit aussi un troupeau des brebis et des chèvres, qui broutent. »[20].
- Le musée de Grenoble conserve de lui un Paysage datant de 1709[21].

Nicolas Piemont signe « PiMCиT ». Ses œuvres ont inspiré Jan van Huysum.

## Portrait de Nicolas Piemont
Un artiste qui signe « CH. », a réalisé un portrait de Nicolas Piemont, le dessin figure dans le livre De levens en werken der Hollandsche en Vlaamsche kunstschilders, beeldhouvers, graveurs en bouwmeesters.